# Gorgone (Tomi Shishido)
Pour les articles homonymes, voir Gorgone (homonymie).
Ne doit pas être confondu avec Gorgone, super-héros membre des Inhumains.
Gorgone est un super-vilain créé par Mark Millar (scénario) et John Romita Jr. (dessin) dans Wolverine vol. 3 no 20. Il fut tout d'abord opposé à Wolverine, puis revint combattre Nick Fury.

## Biographie du personnage
Tomi Shishido était un mutant japonais, membre de La Main et associé à l'HYDRA. Il dirigeait aussi la secte mutante, nommée l'Aube de la Lumière Blanche.
Dès son enfance, il manifesta une mutation de super-intelligence, prononçant ses premiers mots à 2 semaines. Il parlait à 3 mois et savait écrire le jour de son premier anniversaire. À quatre ans, il était un peintre émérite et il composa son premier opéra à 6 ans. C'est aussi à 6 ans qu'il tenta de se suicider pour la première fois. À 13 ans, il excellait en mathématique (il dit avoir créé une équation prouvant l'existence de Dieu) et il manifesta le pouvoir de transformer en pierre ceux qui croisaient son regard, d'où son surnom de Gorgone.
Jeune adulte, il rencontra le Kraken, qui lui donna un katana mystique, Godkiller. Il érigea et dirigea un culte secret, l'Aube de la Lumière Blanche, ce qui attira l'attention de La Main.
Pour rejoindre l'organisation ninja, il tua toute sa famille et son meilleur ami sans hésitation. Il réussit à trouver le Sanctuaire Secret et tua ses gardes les yeux bandés. Quand le grand maître mit en question  son engagement, il se suicida et demanda que l'on le ressuscite. Impressionné, le grand maître lui fit rejoindre la secte, en le ramenant à la vie. 
Plus tard, il s'allia avec Madame Hydra (Vipère). Il captura Wolverine et veilla personnellement à son asservissement mental. Il envoya le mutant griffu voler des plans au Baxter Building, chez les Quatre Fantastiques.  
Gorgone décida d'éliminer Nick Fury et envoya Wolverine, devenu une véritable arme de destruction, semant la mort parmi les troupes du SHIELD. Toutefois, ce dernier retrouva le contrôle de ses actions et il tua Gorgone, en lui renvoyant son regard dans le reflet de ses griffes. Wolverine éclata le corps de pierre.
Les fragments furent récupérés par l'HYDRA, qui força la Main à le ressusciter de nouveau.

## Pouvoirs et capacités
- Gorgone est un mutant, dont le potentiel a été accru par les arts mystiques de La Main. Depuis sa résurrection, son cœur ne bat plus.
- Il possède une intelligence dépassant celle d'un simple surdoué ou d'un génie, même s'il n'a pas le talent de spécialité ou de création, comme Mister Fantastic ou Techno. On le soupçonne d'être un télépathe de faible niveau.
- Sa rapidité est telle qu'il réussit à surprendre Wolverine. On pense qu'il possède une agilité et une vitesse de réaction proches de celles de Spider-Man. Ses mouvements sont si rapides qu'il réussit à dévier des balles en faisant tournoyer un sabre.
- Sa force atteint un degré surhumain, capable de fendre la pierre d'un coup de katana. On pense qu'il peut soulever 2 à 3 tonnes.
- Gorgone possède aussi un facteur de régénération dont l'origine n'est pas détaillée. Il lui permet de survivre à des impacts de balles, des lacérations profondes ou des chutes importantes.
- Le pouvoir le plus dangereux de Gorgone vient de son regard. Tous ceux qui le croisent sont transformés en pierre. Ce pouvoir est actif en permanence, aussi Gorgone porte une paire de lunettes noires, pour en annuler ses effets.
- Gorgone est un combattant entrainé, très dangereux avec un katana.